# Нагая маха

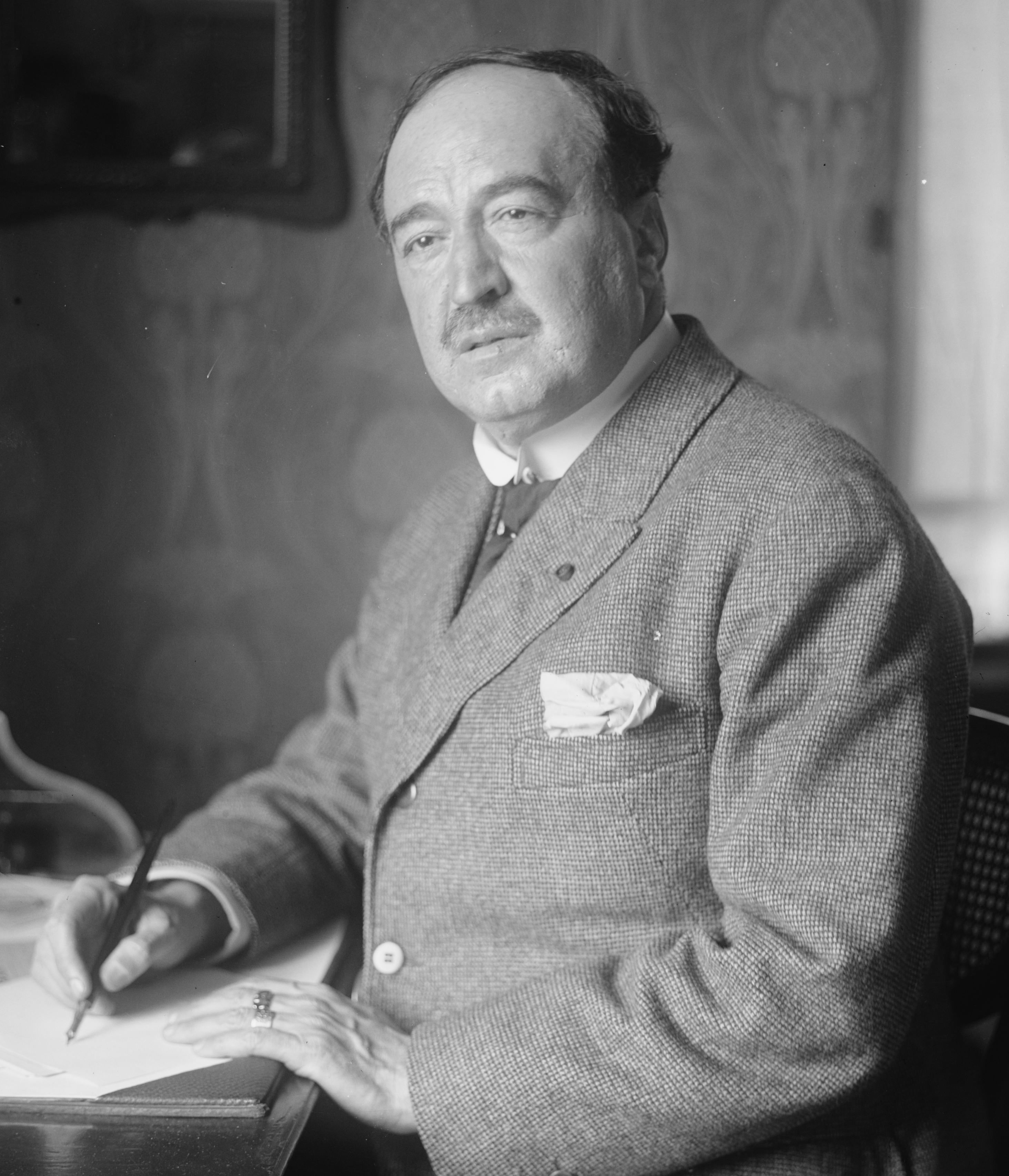
Висенте Бласко Ибаньес

«La maja desnuda» (Обнажённая маха) - роман одного из крупнейших испанских писателей XX века Висенте Бласко Ибаньеса, опубликованный в 1906 году. Данное произведение, вместе с романами «Кровь и песок», «Мертвые повелевают» и повестью «Луна Бенамор» принято выделять в цикл философско-психологических произведений автора. В этих работах в центре внимания писателя находится трагическое столкновение между одинокой и одарённой личностью и враждебным ей обществом.
Роман рассказывает о жизни Мариано Реновалеса, талантливого сына кузнеца, ставшего знаменитым художником, о его отношениях с женщинами в Риме, Париже и Мадриде. Название романа отсылает к одноименной картине Франсиско де Гойя, в тексте произведения также содержится несколько сцен посещения главным героем музея Прадо.
Роман был очень успешным, и в свое время вызвал определенный скандал, поскольку позволял довольно точно узнавать в описании героев известных персонажей Мадрида того времени, где разворачивалось основное действие. В частности, в персонажах романа можно узнать братьев-художников Бенлюре (живописца и скульптора), а также художника Хоакина Соролья, при этом у главного героя романа также есть черты, которые могут быть связаны с собственной жизнью Бласко Ибаньеса.

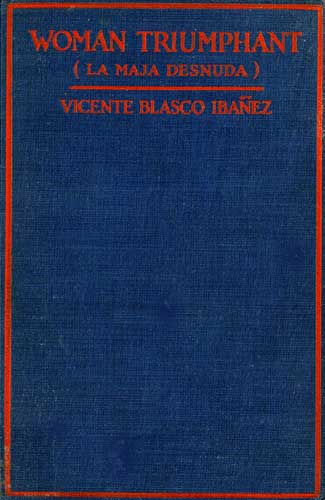
«Женщина торжествующая» (Woman Triumphant)

Роман был переведен на английский язык в 1920 году под названием «Женщина торжествующая» (Woman Triumphant).
Сам Бласко Ибаньес в предисловии к английской версии так описал сущность романа:
«Главный герой, художник Мариано Реновалес, является «воплощением человеческих желаний, этого стремления вперед, которое не дает нам понять, чего мы хотим на самом деле. Когда мы, наконец, получаем то, чего желали, нам этого мало. «Больше, я хочу больше», — говорим мы. Если мы теряем то, что делало нашу жизнь невыносимой, мы сразу же хотим это назад, иначе будем несчастны. Мы такие: бедные, обманутые дети, которые вчера плакали о том, что презираем сегодня и будем желать завтра, бедные обманутые существа, кружащие по жизни на крыльях каприза».

## Переводы и публикации текста
На русский язык роман перевела Татьяна Герценштейн. Впервые этот перевод был издан в 1911 году в собрании сочинений Бласко Ибаньеса; последнее на сегодняшний день издание перевода вышло в 2012 году:
- Бласко Ибаньес В. Полное собрание сочинений / при ближайшем участии З. Венгеровой и В. М. Шулятикова. — М. : Современные проблемы, 1911. — Т. 12 : Обнажённая : роман / единственный разрешенный автором перевод с испанского Татьяны Герценштейн. — 467 с.
- Бласко Ибаньес В. Обнажённая / [пер. с исп. Т. Герценштейн]. — М. : Мир книги Ритейл ; Литература, 2012. — 253 с. — ISBN 978-5-501-00225-8.